# Владимирская энциклопедия
Владимирская энциклопедия (биобиблиографический словарь) — региональное справочное издание Владимирской области. Энциклопедия вышла в свет 28 августа 2002 года тиражом 1500 экземпляров (в красной или зелёной обложке).
Издание включает свыше 2600 статей о представителях разных сфер человеческой деятельности, так или иначе связанных с областью — о князьях, воеводах, наместниках, высших должностных лицах края, общественных деятелях края, участниках революционного движения, военачальниках, полных кавалерах ордена Славы, деятелях науки, культуры и искусства, предпринимателях, писателях, архитекторах, работниках здравоохранения и народного образования, спортсменах, религиозных деятелях, православных подвижниках, причисленных к лику святых.

## История создания
1 февраля 1991 г. при Владимирском отделении Советского Фонда культуры было создано Владимирское областное общество краеведов. На заседании Общества в марте 1991 г. председателем В. И. Титовой, с целью объединить краеведов общей работой, было предложено создание Владимирской энциклопедии. Работа продолжалась 10 лет.
В отборе имён составители руководствовались определёнными критериями: известность деятеля, членство в творческих объединениях (Союзы писателей, художников, архитекторов и др.), выдающиеся достижения на чемпионатах мира и Олимпийских играх (для спортсменов), наличие высших степеней отличия за заслуги перед государством (Герой Советского Союза, Герой Социалистического Труда и т. д.).

## Описание
Большинство статей сопровождается библиографией, содержащей основные, наиболее содержательные публикации.
В качестве приложений к Словарю помещены «Краткая справа об административно-территориальном делении края», «Списки воевод и друг лиц местного управления», «Сведения об авторах Владимирской энциклопедии», списки аббревиатур и сокращений.

## Редакционная коллегия
- Главный редактор — Сергей Петрович Гордеев
- Ответственный секретарь — Валентина Ивановна Титова
- Главный редактор библиографии — Валентина Георгиевна Толкунова
- Редакторы — Владимир Александрович Антонов, Владимир Алексеевич Порцевский
- Члены редакционной коллегии — Маргарита Петровна Попова, Ирина Григорьевна Порцевская

## Авторы
Алексеев В. Н., Андреев Н. И., Андреева А. А., Аникина Е. И., Антонов В. А., Арнаутова-Иорданская Е. Н., Атабекова А. С., Балдин К. Е., Белов Ю. В., Белова Л. Ю., Беспалов Н. А., Богатов В. И., Бузыкова В. С., Волкова Н. А., Воронцова Е. В., Гарина Р. Г., Галдкая М. С., Глазков М. Ю., Глейбман С. А., Головченко М. А., Гордеев С. П., Гуринович В. Э., Гусев В. В., Дорофеев А. А., Дугина Г. Н., Дудорова Л. В., Дятлова Н. И., Емельянов Ю. П., Зубанов К. В., Киреев Д. З., Колобанов В. А., Колов Ю. Г., Комолов С. П., Коноплёва Р. Г., Константинова Е. Б., Коншин М. С., Костаков М. М., Кроль М. Л., Крылов Н. С., Кудрякова Е. В., Кудрякова Н. П., Курепин Ю. Г., Лошеньков Б. Н., Максимова Н. Д., Малышева Т. П., Меркулова Т. Н., Минин С. Н., Михайлова Л. А., Монякова О. А., Морозова Н. А., Мухина В. А., Николаев Б. П., Никулин В. В., Овчинников Г. Д., Пак Н. Т., Плёнкин М. Г., Померанцев Н. А., Попова М. П., Порцевская И. Г., Порцевский В. А., Ребров В. И., Родина М. Е., Романова Н. Т., Русаков О. С., Серёгин П. А., Скорбилин В. Ю., Ставровский Е. С., Стариков В. И., Строганов Л. С., Струнина О. Л., Суслина О. Н., Такташова Л. Е., Тимофеева Т. П., Титова В. И., Толкунова В. Г., Торопов А. В., Тюков Г. П., Узюмов В. Л., Улитин В. М., Усачёв В. Ф., Филаретов А. А., Французова Ю. Н., Фролов Н. В., Хмелевской П. И.

## В работе также принимали участие
Аксёнов В. И., Аносов Л. И., Бакаев А. М., Богданова А. И., Борисов Ю. Ю., Вахтина И. А., Волкова А. В., Герасимов В., Горбунова Н. И., Готгельф Л. К., Гуреев О. Н., Гусева О. Г., Добронравов О. С., Дойков Ю. В., Дубровин В. М., Душутина Т. И., Забелин А. А., Захаров А. И., Иноземцева С. В., Каголовский В. С., Калмыкова М. В., Каржин А. Ф., Кичигин М. И., Ковалёв И. А., Козлова Д. И., Коновалов В. В., Конторин С. В., Копылов Д. И., Короткова В. А., Коссович Л. Д., Костиков М. В., Крашенинников А. Ф., Кривошеев Ю. В., Кроль Т., Кудасова Т. А., Купряшина Т. Б., Курганова Н. М., Лисс О. Л., Максимова С. В., Малыгина М. Р., Милованова И. О., Мокина Г. В., Молчанов А. С., Мочалова О. Н., Наймарк Н. И., Некрасов В. М., Носкова В. В., Переведенцева М. В., Петрова В. В., Пименов В. В., Повалишникова А. С., Подыма К. И., Пономарёва Н. С., Прохоров А. С., Рогачёва Е. Ю., Рыкин П. О., Самохвалов А. И., Сафонова А. М., Сенчурова Т. Е., Скобенникова Б. А., Снегирёва О. В., Суркова Е. Н., Тихомирова В. Н., Толмачёв И. Н., Угрюмова В. В., Филипова Н. В., Хохлов В. Д., Хрушкова Г. В., Черногубов М. И., Шаров А. И., Ширканова Е. А., Школьников А., Юматова Д. А.